# خان الحنطة (اللاذقية)
خان الحنطة يقع في حي العوينة في مدينة اللاذقية في سوريا، وهو أحد الخانات القليلة الباقية فيها، تكمن أهميته في موقعه ضمن المدينة القديمة منذ تأسست اللاذقية عام 333 ق .م من قبل سلوقس نيكاتور مروراً بالفترة الرومانية وحتى الوقت الحالي. يحده من الجنوب شارع الغافقي، ومن الغرب شارع عمر بن الخطاب، ويفصله عن الجامع الجديد زقاق بلاط الشهداء، وإلى الغرب منه تقع ساحة أوغاريت، وإلى الشرق حديقة الغافقي. ومن المباني الأثرية المهمة المجاورة له: الدار العلائية وقنطرة الصباغين.
سُمي بـ "الخان الجديد" نسبةً لقربه من الجامع الجديد الذي أنشأه سليمان باشا العظم، ومن القهوة الجديدة كما ورد في وثيقة مؤرخة عام 1325هـ/1907م. كما عُرف بـ "خان الحنطة" لكونه كان يُستخدم كمستودع لحفظ القمح (الحنطة) ومركزاً للتجارة به، نظراً لأن ريف اللاذقية كان يُنتج الحنطة ويصدرها إلى الخارج، مما يبرر موقعه في وسط المدينة التجاري بالقرب من المرفأ.

## التاريخ والوصف المعماري
يعود تاريخ البناء إلى عام 1139ه ـ 1726م، وسمي بالخان الجديد لأنه يقع بالقرب من الجامع الجديد الذي بناه سليمان باشا العظم، وبخان الحنطة لأنه كان على أماكن لحفظ القمح. كان يملك هذا الخان عمر آغا ابن حسين بك الشهير بإبن الدوكير بالاشتراك مع مصطفى بيك قبلان مطرجي. ومساحة الخان تقارب 1300م2، وهو مبني من الحجر الرملي.
أول إشارة وردت إشارة إليه في وثيقة مؤرخة في العام 1139ه/ 1726م تبين أن الخان كان يتألف من طابقين: طابق أرضي وهو عبارة عن ساحة سماوية وأواوين داخلها غرف كما يحتوي بايكة كبيرة وبئر ماء وأروقة ودرجين حجريين. يصعد منهما إلى الطابق العلوي الذي يحتوي على ستة غرف. الخان اليوم يستخدم كمحلات تجارية وأسواق.

## التجارة في الخان
يستعرض الخان في مدينة اللاذقية تاريخ التجارة فيها على مدار ألفي عام، موضحاً كيف تحولت الشوارع الرومانية إلى أسواق، وكيف تغيرت وظيفة الخانات خلال فترة الانتداب الفرنسي، حيث تحول الشارع الروماني المزخرف بالأروقة إلى سوق شعبي لبيع الخضار والدواجن. كما يُظهر تاريخ الخان تطور العمارة وأساليبها وموادها عبر العصور. ومن أجل الحفاظ على هذه الأهمية التاريخية، تم تسجيل خان الحنطة ضمن قائمة المباني التاريخية في اللاذقية عام 1999، وهو موضوع اهتمام العديد من الباحثين العرب والأجانب.
شهدت اللاذقية ازدهاراً في بناء الخانات في نهاية القرن السابع عشر وبداية القرن الثامن عشر نتيجة لنمو حركة التجارة، حيث كانت المدينة تمثل محطة هامة على طريق الحج الساحلي في العهد العثماني. كانت الخانات تستخدم للتجارة وتخزين البضائع والمبيت، وبعضها كان مخصصاً لنوع معين من التجارة كما في خان الحنطة، الذي كان يعرف أيضاً بالخان الجديد بسبب قربه من الجامع الجديد. لم يتم تحديد تاريخ بناء الخان بدقة، ولكن من المعروف أنه بُني على أنقاض أبنية أقدم، حيث تمثل الأعمدة الغرانيتية الموجودة في الجزء الجنوبي من الخان بقايا الرواق الروماني.
بدأت أهمية الخانات في التراجع خلال فترة الانتداب الفرنسي نتيجة لتطبيق التخطيط الغربي على المدينة. في عام 1930م، كان القسم الأكبر من الخان مملوكاً لورثة عبدالله حسني سلاحشور الذين كانوا يقيمون في تركيا، فيما تم بيع الدكاكين الملاصقة له وتوزيعها على عدة مقاطع. لاحقاً، تم توسيع شارع الغافقي (سوق العواميد القديم) عام 1958م في محاولة لتحسين المنطقة. في السنوات التالية، انتقلت ملكية جزء من الخان إلى مصطفى بن أحمد شيبون، الذي استخدمه لتخزين المرخ والفحم والحطب، كما قام بتصدير النحاس الأصفر إلى حلب والشام. استمر استخدام غرف الطابق الأول الشمالية كفندق حتى الثمانينات من القرن الماضي، ولا يزال ورثة أحمد شيبون يستخدمون الخان مستودعاً للمعادن التي يتم تصديرها إلى الخارج.